# 周璜
周璜（朝鮮語: 주황）は、中国唐の学者であり、朝鮮氏族の草渓周氏の始祖である。
中国唐の翰林学士であり、新羅孝恭王11年に帰化した。
周璜は、中国周王室の末裔の家系に生まれた。中国唐の翰林学士だったが、五代十国時代の戦乱を避けるため新羅に亡命した。